# 海狗腎
海狗腎，中藥藥材，古稱“膃肭臍”、“膃肭獸”，始載於宋朝《開寶本草》，為海狗科動物海狗或海豹科動物海豹的雄性外生殖器，包括睾丸、陰莖和精索。
《諸蕃志》稱：“膃肭臍出大食伽力吉國。其形如猾，脚高如犬，其色或紅或黑，其走如飛，獵者張網於海濱捕之，取其腎而漬以油，名膃肭臍。”《清異錄》：「膃肭臍不可常得，野雀久食積功固亦峻緊，蓋家常膃內臍也。」海狗腎味鹹，性大熱，能暖腎、壯陽，富含性激素、蛋白質、脂肪，是中國古代春藥的材料。

## 外部連結
[在维基数据编辑]
 《欽定古今圖書集成·博物彙編·禽蟲典·膃肭獸部》，出自陈梦雷《古今圖書集成》